# تاریخ سوئیس
تاریخ سوئیس به عصر سنگ  بازمی‌گردد. یافته‌های باستان‌شناسی نشان می‌دهد که انسانهای شکارچی در عصر سنگ و قبل از آخرین عصر یخبندان در سرزمینهای کنونی سوئیسزندگی می‌کرده‌اند. در حدود سالهای ۵۰۰ ق. م. تا ۴۰۰ ق. م چندین قبیله از سلت‌ها به سرزمینهای کنونی سوئیس مهاجرت کردند. از میان این قبایل , قبیله هلوتیا توانستند بر کوهستان‌های ژورا و قسمتهایی از آلپ تسلط پیدا کنند. مناطق تحت کنترل آنها هلوتیا نامیده می‌شد و در سال ۵۸ پیش از میلاد به تصرف ژولیوس سزار امپراتور روم درآمد. در قرن پنجم میلادی، ژرمن‌ها به این سرزمین وارد و در ساحل غربی رود آر ساکن شدند. ژرمن‌ها و اقوام بورگون و فرانک جامعه‌ای مستقل تشکیل دادند. آنها در سال ۶۳۹ میلادی، دولتی را بنیان گذاشتند که بعدها فرانسه نامیده شد. در سدهٔ نهم میلادی سرزمینهای کنونی سوئیس بین سوابیا و بورگوندی‌ها تقسیم و در سال ۱۰۳۳ تحت نظارت امپراتوری مقدس روم وحدت پیدا کردند. حکومت منطقه در قرن سیزدهم بین کنت‌ها و خاندان هابسبورگ و حکمرانان محلی تقسیم شد. در سال ۱۲۹۱ میلادی سه منطقهٔ آوری (سرزمین فعلی سوییس) و شوایتس و اولتروالدن اتحادیه‌ای تشکیل دادند که اساس کنفدراسیون سوئیس قرار گرفت.